# Exclusive (álbum)
Exclusive es el segundo álbum de estudio del cantante R&B Chris Brown. El álbum originalmente iba a ser titulado Graduation, pero se cambió el nombre debido a que el rapero Kanye West titularía su álbum con el mismo nombre. El álbum fue originalmente programado para ser puesto en venta el 28 de agosto de 2007, pero fue aplazado al 30 de octubre de 2007. Luego se aplazó aún más a la última fecha de 6 de noviembre de 2007. Este álbum fue #34 en Rolling Stone, la lista de los 50 mejores álbumes del 2007.

## Premios y reconocimientos
En el 2008 Exclusive fue nominado en los Premios Grammy, "Mejor Colaboración Rap Sung /por "Kiss Kiss ", su colaboración con T-Pain. Sin embargo, el premio fue otorgado a Rihanna por su canción de 2007 "Umbrella" con Jay-Z. El álbum también fue nominado a un NAACP Image Awards en la categoría de "Mejor Álbum", mientras que Chris ganaba como "Mejor Artista Masculino". En el 2008 en Premios BET Chris recibió 4 nominaciones en cuatro categorías, incluyendo "Mejor Cantante Masculino de R&B, "Mejor Colaboración" para "Kiss Kiss", y por "Kiss Kiss" y "No Air", a dúo con Jordin Sparks.

## Sencillos
"Wall to Wall" fue lanzado como primer sencillo del álbum el 28 de mayo de 2007. Fue una decepción en términos de rendimiento gráfico en comparación con la mayoría de los anteriores singles de Brown, alcanzando sólo el número 79 en el Billboard Hot 100 debido a que no fue editado en formato digital. "Kiss Kiss", que incluye rap de T-Pain fue lanzada como segundo sencillo del álbum el 11 de septiembre de 2007, tras el no-éxito del primer sencillo. El sencillo tuvo un gran éxito en los EE. UU., alcanzando el número 1 en el Billboard Hot 100 y el número 6 en el Cannadá Hot 100, alcanzando también los diez primeros en Australia, Canadá y Nueva Zelanda. Después de "Wall to Wall" y "Kiss Kiss", "With You" fue lanzado el 4 de diciembre de 2007 en los Estados Unidos como el tercer sencillo del álbum, y el segundo sencillo en la mayoría de los mercados internacionales de música. Desde entonces se ha convertido en uno de los éxitos individuales más alto de su carrera en solitario de Brown, entrando en la música los mercados extranjeros. Hasta ahora, ha llegado a los diez primeros en Australia, Canadá, Irlanda, Nueva Zelanda, y el Reino Unido. El primer sencillo de la reedición, "Forever" escaló hasta el número 3, tanto en EE. UU. y Canadá iTunes Top 100 sólo detrás de "4 Minutes" de Madonna con Justin Timberlake y "Bleeding Love" de Leona Lewis. La canción debutó en el número nueve en el Billboard Hot 100 de ventas digitales debidamente a su dinamismo, pero se redujo con rapidez debido a la falta de ventas en la semana siguiente, pero luego volvió a entrar en la lista de los diez primeros de nuevo después de aumento de radios y hasta ahora ha alcanzado su poaición más alta en el número 2. El 22 de junio de 2008, Fearne & Reggie reveló en el Reino Unido que las 3 pistas de la "Exclusive" álbum apareció en el top 40, dos de ellas en los diez primeros. "With You" en el número 35, "No Air", con Jordin Sparks en el número 2, y "Forever"en el número 5.

## Lista de canciones
Edición estándar
| N.º | Título                              | Escritor(es)                                                                        | Producer(s)                           | Duración |  |
| 1.  | «Throwed»                           | Chris Brown, Bryan Michael Cox, Kasseem Dean, Donnie Scantz, T. Shropshire          | Bryan Michael Cox, State of Emergency | 3:01     |  |
| 2.  | «Kiss Kiss» (con T-Pain)            | Brown, Faheem R. Najm                                                               | T-Pain                                | 4:11     |  |
| 3.  | «Take You Down»                     | Brown, Harvey Mason, Jr., L. Edwards, Damon Thomas, James Fauntleroy II, S. Russell | The Underdogs]                        | 4:05     |  |
| 4.  | «With You»                          | Espen Lind, Amund Bjørklund, Tor Erik Hermansen, Mikkel S. Eriksen, Johntá Austin   | StarGate                              | 4:12     |  |
| 5.  | «Picture Perfect» (con will.i.am)   | Brown, William Adams, K. Harris, Ralph Carmichael                                   | will.i.am                             | 4:12     |  |
| 6.  | «Hold Up» (con Big Boi)             | Ryan Toby, Antwan Patton, Andre Harris, Vidal Davis, J. Harris, Sammie              | Dre & Vidal                           | 3:48     |  |
| 7.  | «You»                               | The-Dream, Carlos McKinney                                                          | Los da Mystro                         | 3:22     |  |
| 8.  | «Damage»                            | Brown, C. Williams                                                                  | The Runners                           | 4:16     |  |
| 9.  | «Wall to Wall»                      | Sean Garrett, W. Scott                                                              | Sean Garrett                          | 3:45     |  |
| 10. | «Help Me»                           | Brown, Mason Jr., Thomas, Fauntleroy II, Russell, Rob Knox                          | The Underdogs, Rob Knox               | 3:17     |  |
| 11. | «I Wanna Be»                        | Eric Dawkins, Antonio Dixon, J. Campbell, J. "Lenny" Bereal, Durrell "Tank" Babbs   | Eric Dawkins, Antonio Dixon           | 3:46     |  |
| 12. | «Gimme Whatcha Got» (con Lil Wayne) | Brown, The-Dream, Phalon Alexander, Corey Williams                                  | Jazze Pha                             | 3:48     |  |
| 13. | «I'll Call Ya»                      | Garrett, Dean                                                                       | Swizz Beatz                           | 3:53     |  |
| 14. | «Lottery»                           | Mason Jr., Thomas, Fauntleroy II, Knox                                              | The Underdogs, Rob Knox               | 3:41     |  |

| Pistas de tráiler |                         |                                     |                    |          |  |
| N.º               | Título                  | Escritor(es)                        | Producer(s)        | Duración |  |
| 15.               | «Nice» (con Game)       | S. Storch, C. Brown, Jayceon Taylor | Scott Storch       | 4:32     |  |
| 16.               | «Down» (con Kanye West) | D. Baker, C. Brown, K. West         | Bigg D, Kanye West | 4:17     |  |

Exclusive: The Forever Edition

| Exclusive: The Forever Edition |                                                           |                                                                    |                                  |          |  |
| N.º                            | Título                                                    | Escritor(es)                                                       | Producer(s)                      | Duración |  |
| 17.                            | «Forever»                                                 | Brown, A. Merritt, M. Grant, Rob Allen, J. Jones                   | Polow Da Don, Brian Kennedy (co) | 4:38     |  |
| 18.                            | «Superhuman» (con Keri Hilson)                            | W. Felder, J. Fauntleroy II                                        | Oak, Harvey Mason, Jr.           | 3:39     |  |
| 19.                            | «Heart Ain't a Brain»                                     |                                                                    | The Underdogs                    | 3:40     |  |
| 20.                            | «Picture Perfect (Remix)» (con Hurricane Chris & Bow Wow) | Brown, W. Adams, K. Harris, R. Carmichael, S. Moss, C. Dooley, Jr. | will.i.am                        | 4:12     |  |
| 207:57                         |                                                           |                                                                    |                                  |          |  |

Edición Japón/Reino Unido
1. "Get At Ya" – 3:18
2. "Mama" (E. Hudson) – 4:24
3. "Nice" (con The Game) – 4:32
4. "Down" (con Kanye West) – 4:17
5. "Fallen Angel" - 5:34 (Japan only)

Limited Edition DVD
1. Journey to Sudáfrica – 15:00
2. Behind the Scenes of "Wall To Wall" – 15:00
3. "Wall To Wall" (Video) – 5:20
4. Behind the Scenes of "Kiss Kiss" – 12:37
5. "Kiss Kiss" (Video) – 4:25

DVD Limited Edition Japón
1. Wall To Wall (Video)
2. Kiss Kiss (Video)
3. With You (Video)
4. Forever (Video)
5. Chris Brown On Tour (Documentary)

CD Edición Japón/Reino Unido
- Contiene los 16 temas de la edición estándar

1. "Fallen Angel" - 5:34[4]
2. "Forever" (C. Brown, A. Merritt, M. Grant. R. Allen, J. Jones) – 4:38
3. "Superhuman" (con Keri Hilson) (J. Fauntleroy II) – 3:39
4. "Heart Ain't a Brain" – 3:40[5][6]

## Posiciones y certificaciones
| Listas (2008)             | Posición | Certificación | Ventas    |
| ------------------------- | -------- | ------------- | --------- |
| Australia Albums Chart    | 5        | 2x Platino    | 140,000   |
| Belgium Albums Chart      | 23       |               |           |
| Canadá Albums Chart       | 16       |               |           |
| Dutch Album Chart         | 63       |               |           |
| Europa Top 100 Albums     | 5        | Oro           | 500,000   |
| Francia Albums Chart      | 53       |               |           |
| Japanese Album Chart      | 14       |               |           |
| Irish Album Chart         | 2        | 2x Platino    | 30,000    |
| Nueva Zelanda Album Chart | 3        | 2x Platino    | 30,000    |
| Suizah Album Chart        | 42       |               |           |
| Swiss Album Chart         | 28       |               |           |
| UK Albums Chart           | 3        | Platino       | 335,000   |
| U.S. Billboard 200        | 4        | Platino       | 1,920,480 |

## Fecha de lanzamiento
| Región         | Fecha (Estándar Edición) | Fecha (The Forever Edition) | Distribuidor                                   |
| -------------- | ------------------------ | --------------------------- | ---------------------------------------------- |
| China          | 16 de septiembre de 2007 | 27 de mayo de 2008          | Sony BMG China                                 |
| India          | 9 de noviembre de 2007   | 5 de febrero de 2008        | Sony Wonder India/RCA                          |
| Australia      | 19 de octubre de 2007    | 29 de mayo de 2008          | Jive Records/Puppy Love Ent./CBE               |
| Reino Unido    | 30 de octubre de 2007    | 22 de junio de 2008         | Sony Music Entertainment UK                    |
| Australia      | 3 de noviembre de 2007   | 7 de junio de 2008          | RCA                                            |
| Canadá         | 6 de noviembre de 2007   | 3 de junio de 2008          | Sony Wonder Canada (Canada)/Jive Records (USA) |
| Estados Unidos | 6 de noviembre de 2007   | 3 de junio de 2008          | Sony Wonder Canada (Canada)/Jive Records (USA) |
| España         | 8 de abril de 2008       | 2 de septiembre de 2008     | Sony BMG South America                         |
| Medio Oriente  | 4 de diciembre de 2007   | 3 de noviembre de 2008      | CBE/Zomba/Sony Music                           |
| Argentina      | 7 de diciembre de 2007   | 3 de marzo de 2009          | CBE/Zomba/Sony Music                           |
| Sudáfrica      | 6 de enero de 2008       | 7 de octubre de 2008        | Jive Records/RCA                               |
| Puerto Rico    | 6 de enero de 2008       | 7 de octubre de 2008        | Jive Records/RCA                               |
| Japón          | 8 de septiembre de 2007  | 7 de septiembre de 2008     | Sony Records Japan                             |